# Analogietechnik
Die Analogietechnik ist eine Kreativitätstechnik zur Ideenfindung, die Merkmale (Eigenschaften, Attribute) der Aufgabenstellung verwendet, um verwandte Situationen aufzudecken. Dann werden aus diesem neuen Blickwinkel reale oder imaginäre Lösungen gesammelt und auf die ursprüngliche Aufgabenstellung übertragen.
Die Analogietechnik ist sehr vielseitig, da es viele Möglichkeiten zur Bildung von Analogien gibt.
Die Bionik ist ein wichtiger Spezialfall der Analogietechnik, bei der die Analogien in der Natur gesucht werden.

## Bildung von Analogien
Zur Bildung von Analogien wählt man Merkmale der Aufgabenstellung. Die Analogien sind dann andere Objekte, Personen oder Organisationen, die diese Merkmale ebenfalls besitzen. Dabei können die Analogien sowohl real als auch fiktiv (z. B. Märchenfiguren) sein.
Analogien zu einer Universität könnten zum Beispiel sein:
- Theater, Flughafen, Tagungszentrum. (Organisationen, die große Säle besitzen.)
- Hogwarts, Tanzschule, Flugsimulator. (Orte, an denen gelernt wird.)
- Finanzamt, Rathaus, Polizei. (Einrichtungen des Öffentlichen Dienstes.)
- Unternehmen, Verein, Kirche. (Arbeitgeber)
- Labor, Archiv, Südpol. (Orte, an denen geforscht wird.)

## Vorgehensweise
Die Technik besteht aus den folgenden vier Schritten:
1. Ein Merkmal der vorhandenen Aufgabenstellung wählen.
2. Inhaber dieser Merkmale (d. h. Analogien) sammeln.
3. Die Aufgabenstellung aus der Sicht dieser Analogien lösen.
4. Die so gefundenen Lösungen auf die Aufgabenstellung übertragen.

Im dritten Schritt können die Lösungen sowohl real (Wie wurde die Aufgabe von der Analogie gelöst?) als auch imaginär sein (Wie würde die Analogie die Aufgabe lösen?).

## Beispielanwendung
Es werden Ideen für einen Supermarkt gesucht.
1. Frage: Was ist ein Merkmal eines Supermarktes? Antwort: Ein Supermarkt hat ganz lange Wände
2. Frage: Wo gibt es sonst ganz lange Wände? Antwort: In einer Kunstgalerie
3. Frage: Was wird dort den Menschen angeboten? Antwort: Bilder und Skulpturen
4. Frage: Wie können wir diese Lösung auf unsere Aufgabe übertragen? Antwort: Wir könnten im Supermarkt die Wände nutzen, um Bilder von Künstlern der Region oder von Kindern der örtlichen Schule auszustellen.

## Vorteile
- Durch eine entsprechende Wahl der Merkmale kann die Methode flexibel gestaltet werden.
- Die Methode ist leicht verständlich und für „logisch“ denkende Menschen zugänglich.
- Man kann die Merkmale systematisch sammeln.